# Maurice Quentin de la Tour
Maurice Quentin de la Tour (Saint-Quentin, 1704. szeptember 5. – Saint-Quentin, 1788. február 17.) francia rokokó festő.  Kora társaságának kedvelt arcképfestője volt. Csak pasztelleket festett, főleg fejeket. Egy pillantásba, a száj ideges mozgékonyságába rögzíti az ábrázolt személy jellemét. Saint-Quentinben külön múzeum mutatja be pasztell-arcképeit. Különösen kiválóak kora nagy gondolkodóiról (enciklopédisták) készített portréi.

## Emlékezete
Arcképe látható volt az 1977 és 1992 között kibocsátott francia 50 frankos bankjegyen.

## Képgaléria

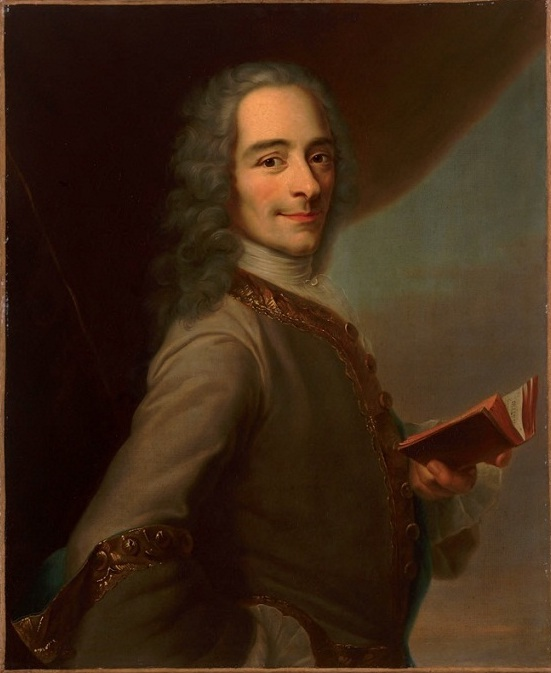
Voltaire
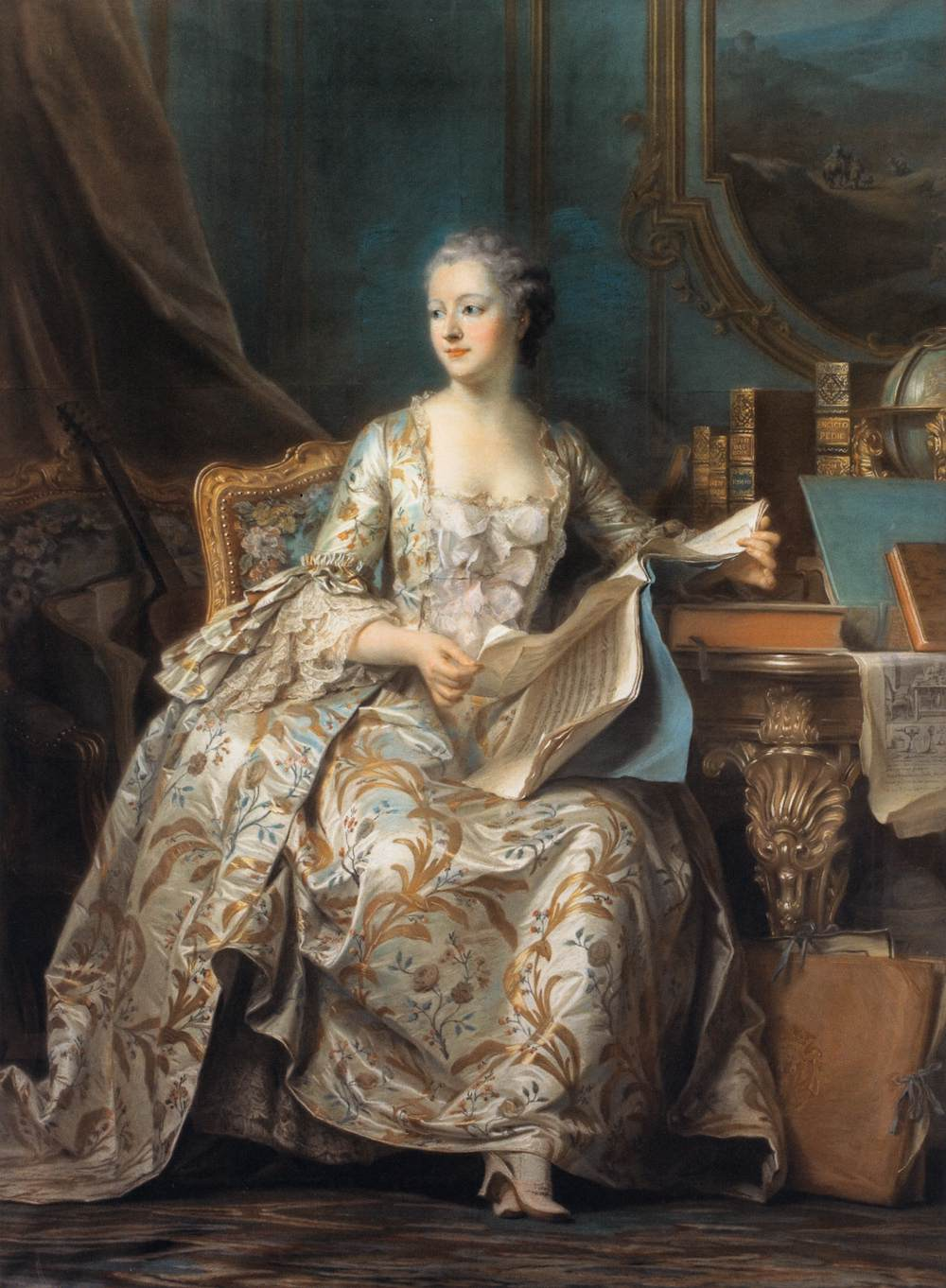
Marquise de Pompadour
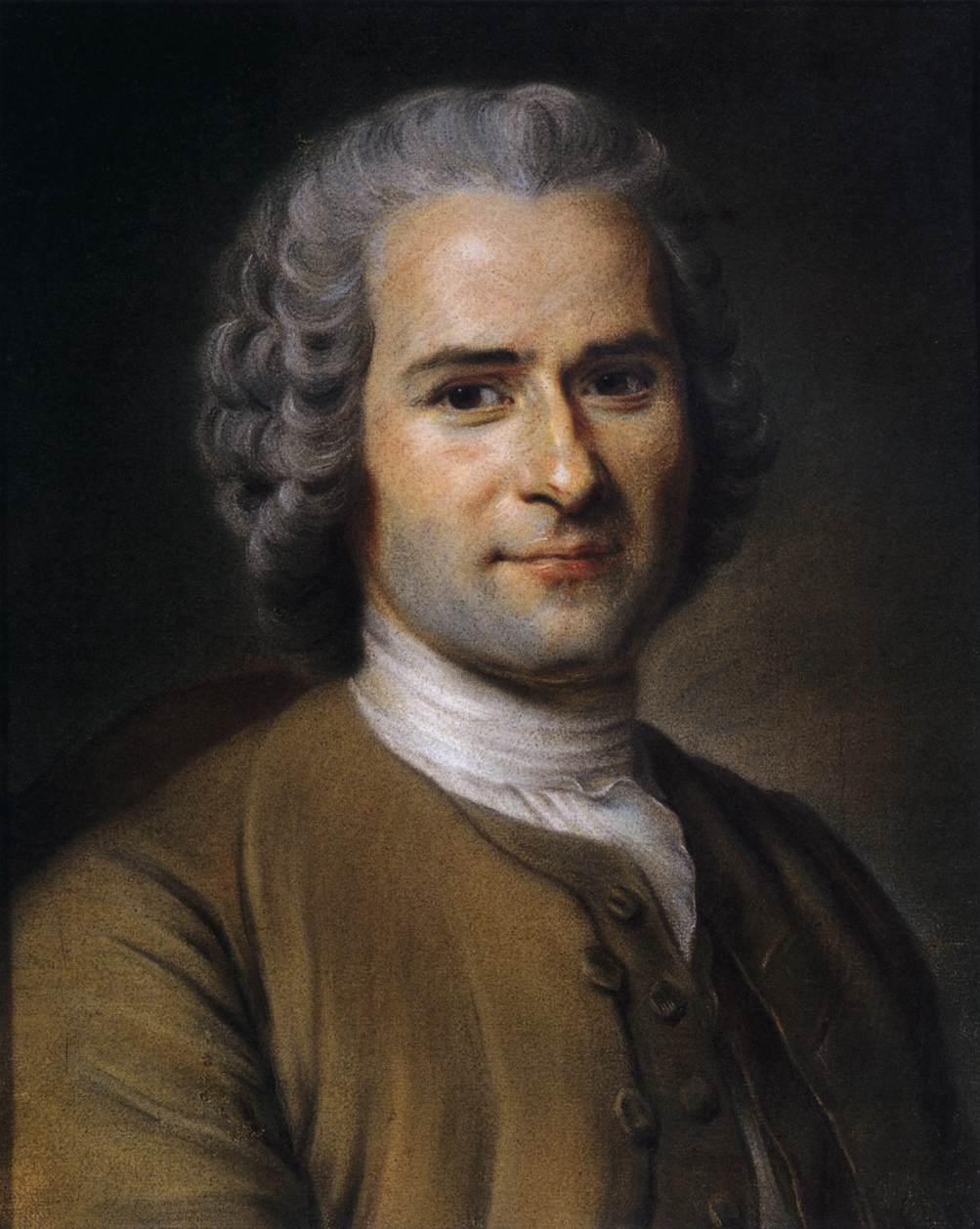
Jean-Jacques Rousseau
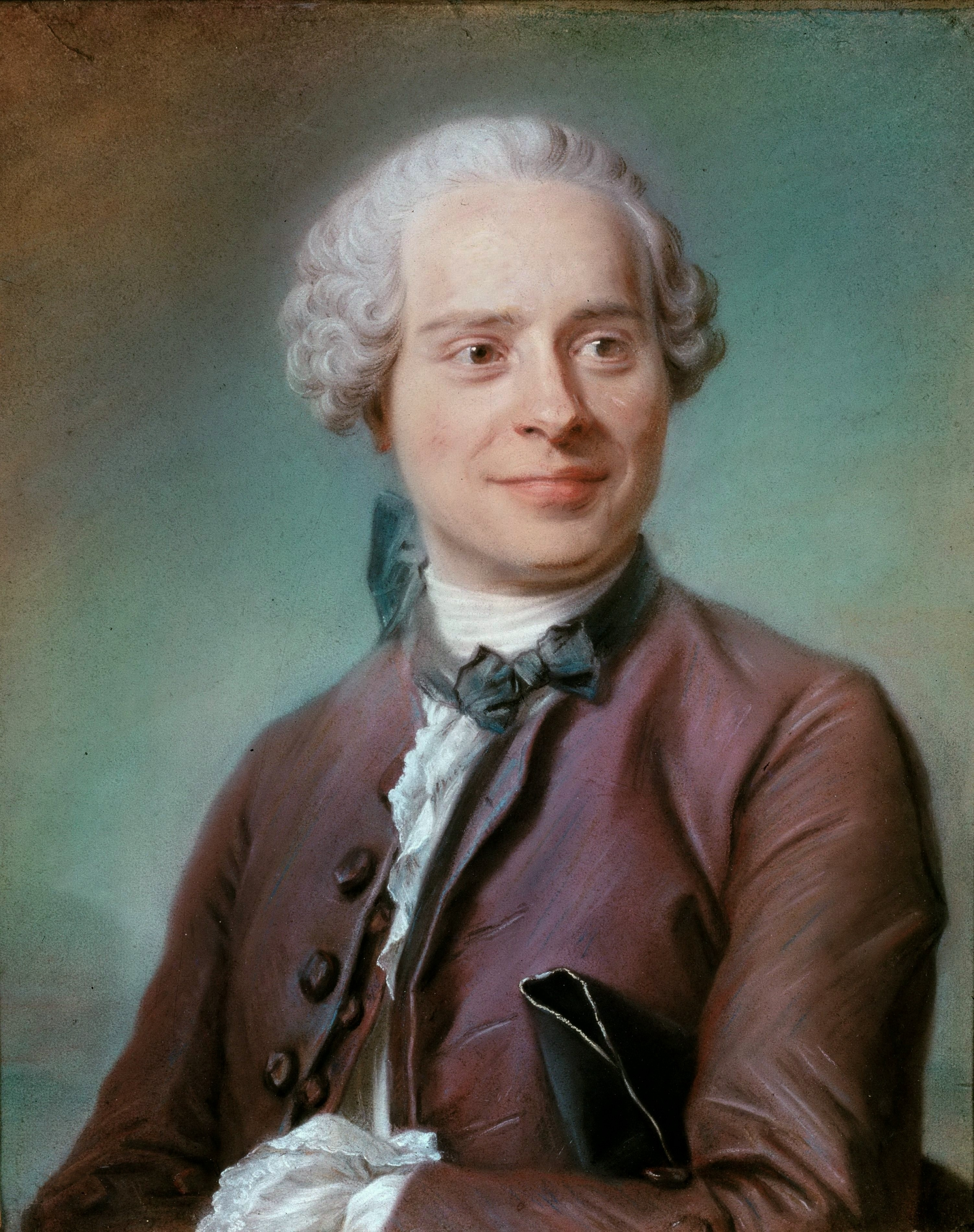
Jean le Rond d’Alembert
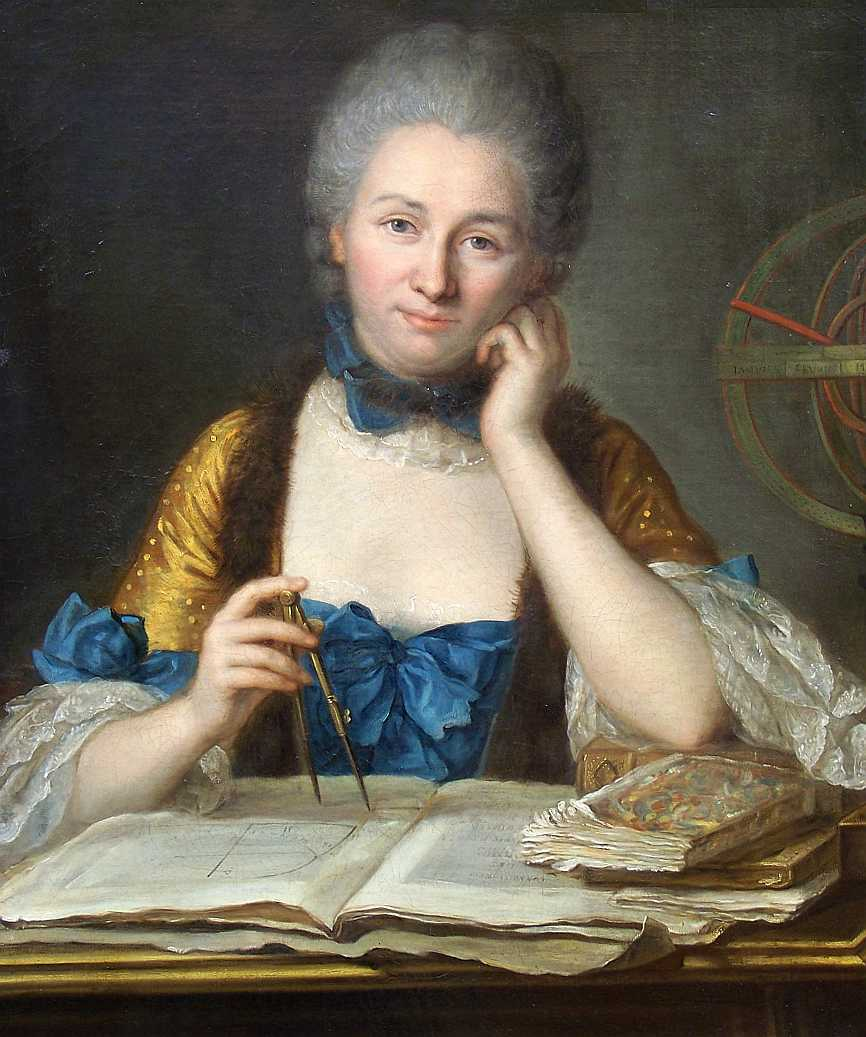
Émilie du Châtelet
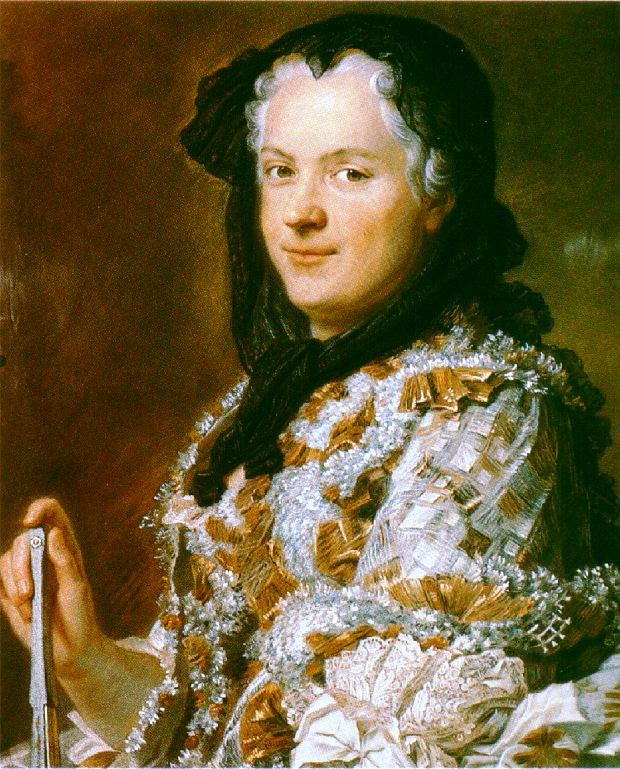
Leszczyńska Mária
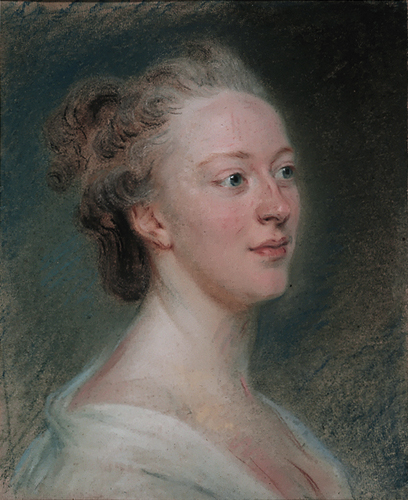
Isabelle de Charrière (1766)
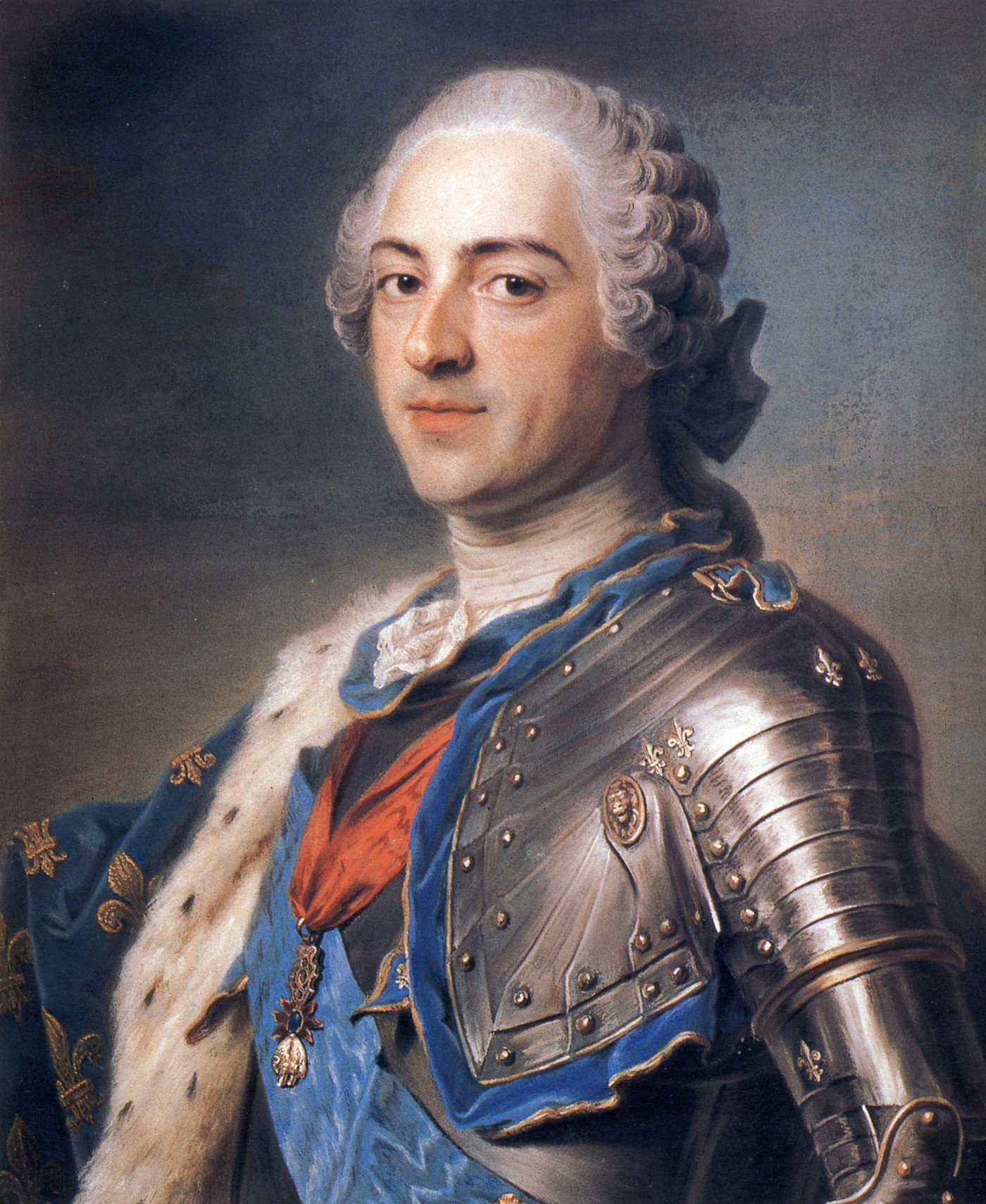
XV. Lajos francia király
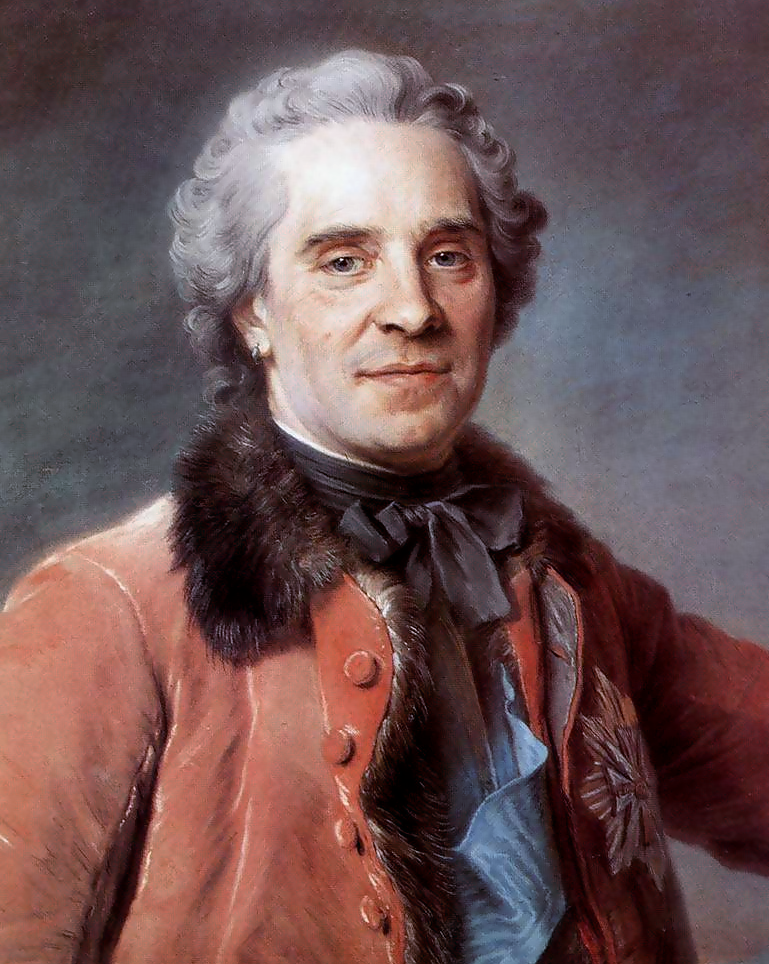
Szász Móric
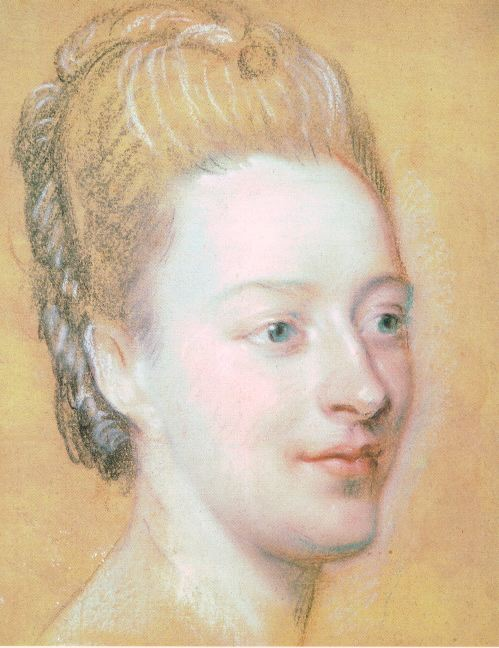
Isabelle de Charrière (1771)
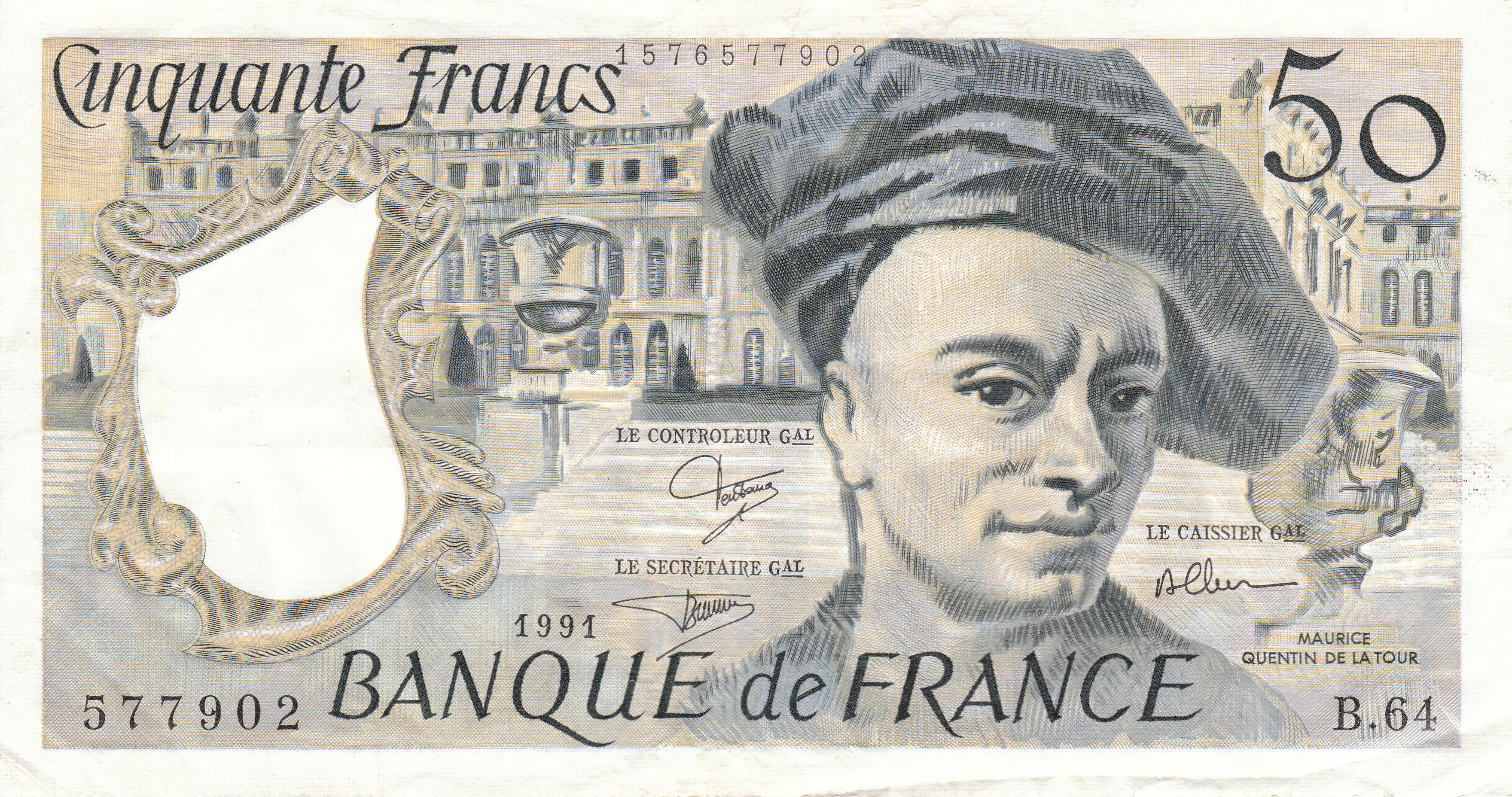
Quentin de La Tour portréja az 50 frankos bankjegy előoldalán.
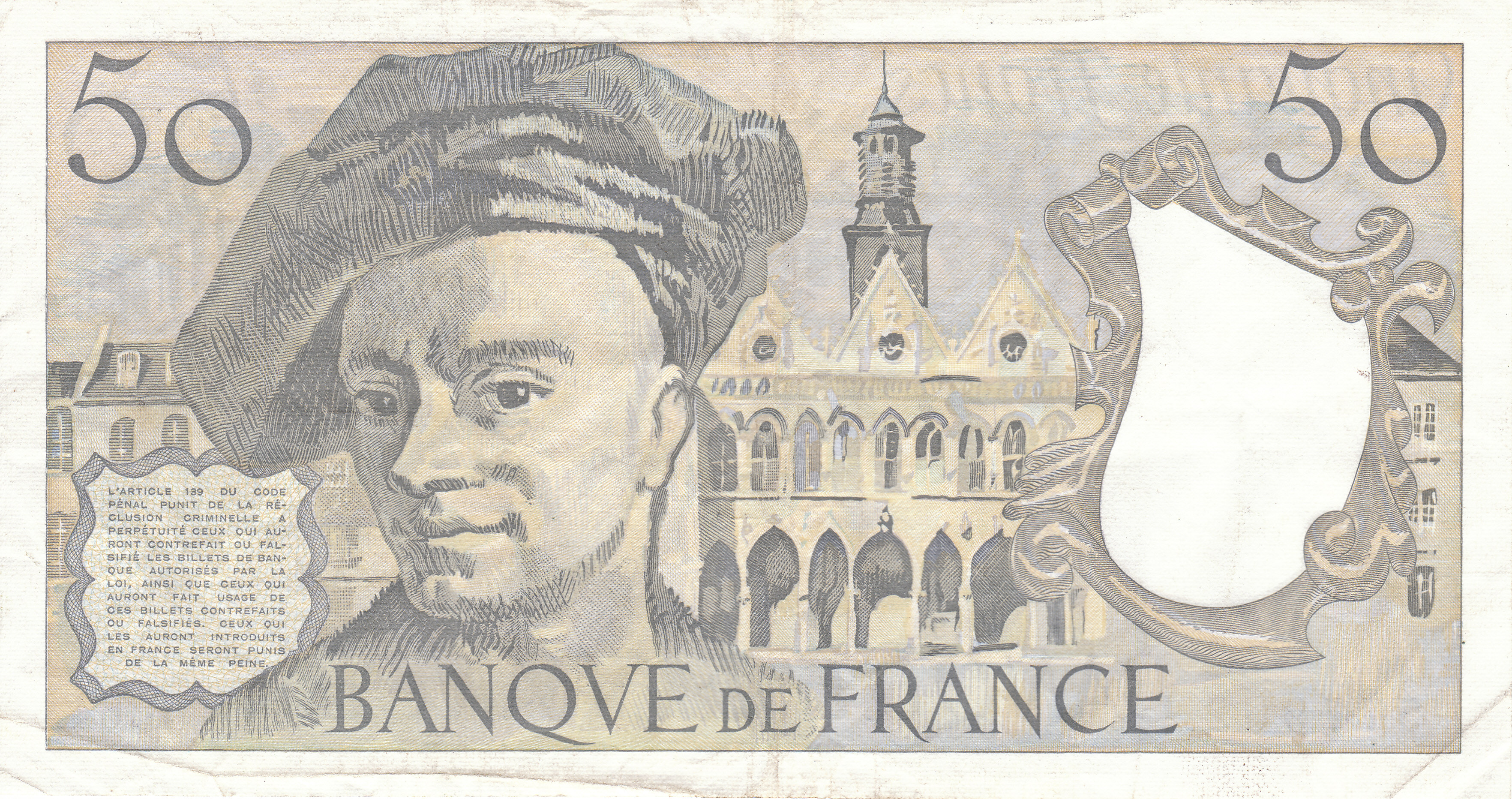
Quentin de La Tour portréja az 50 frankos bankjegy hátoldalán.